# Schadenforschung
Schadenforschung stellt einen Begriff aus dem Bereich  Versicherung dar. Schadenforschung hat das Ziel, die Ursachen von Schäden zu ermitteln,
systematisch zu erfassen und diese Erkenntnisse in der Schadenverhütung zu nutzen. Im engeren Sinne bezieht sich der Begriff Schadenforschung auf Schäden an Sachwerten. Im Zusammenhang mit Personenschäden wird dagegen der Begriff Unfallforschung verwandt. Diese ist die Basis für die Unfallverhütung.
Die öffentlichen Versicherer sind durch ihre Satzungen der Schadenverhütung und der Schadenforschung besonders verpflichtet. Sie unterhalten deshalb gemeinsam das Institut für Schadenverhütung und Schadenforschung e. V. (IFS) und geben die Zeitschrift für Schadenverhütung und Schadenforschung schadenprisma heraus.